# La Prophétie (Angel)
Pour les articles homonymes, voir La Prophétie.
La Prophétie est le 7e épisode de la saison 3 de la série télévisée Angel.

## Synopsis
Flashback : à Rome, en 1771, Angelus est capturé par Daniel Holtz et un groupe de prêtres. Holtz torture le vampire pour se venger des crimes commis contre sa famille mais Darla arrive et sauve Angelus. 
Darla revient à Los Angeles. Angel continue d'entraîner Cordelia au combat tandis que Wesley et Gunn récupèrent un parchemin censé prédire la fin du monde. Wesley le déchiffre en partie avec l'aide de Fred, apprenant que l'arrivée du « Tro-klon » sera le déclencheur de cette apocalypse. Alors que Fred a remarqué une attirance entre Angel et Cordelia, Darla arrive à l'hôtel Hyperion, toute l'équipe d'Angel Investigations étant sous le choc de sa grossesse très apparente. Darla cherche des réponses sur cette grossesse apparemment impossible. Effondrée, elle est réconfortée par Cordelia mais s'attaque à la jeune femme. Cordelia est sauvée par l'arrivée soudaine d'une vision, des enfants dans une garderie, puis par celle d'Angel. Darla prend la fuite. 
Angel part à la poursuite de Darla et la retrouve à temps pour l'empêcher de tuer un petit garçon. Les deux vampires se battent et Angel prend le dessus mais, au moment où il va lui planter un pieu dans le cœur, il sent la présence du bébé dans son ventre. Angel comprend que l'âme du bébé rend Darla folle et assoiffée de sang d'enfants. Il la ramène à l'hôtel et tente de la réconforter. Fred finit de déchiffrer la prophétie, apprenant que le tro-klon est sur le point d'arriver. Pendant ce temps, un démon accomplit un rituel qui fait apparaître Holtz.

## Statut particulier
Cet épisode donne le coup d'envoi de l'arc narratif principal de la saison. Billie Doux, du site Doux Reviews, délivre une critique négative, écrivant que l'épisode l'a « beaucoup déçu », et estimant que les nouveaux rebondissements de l'intrigue, Darla enceinte et l'attirance soudaine entre Angel et Cordelia, « ne fonctionnent pas ». Pour Ryan Bovay, du site Critically Touched, qui lui donne la note de C+, c'est un bon épisode, sans plus, qui tente d'être à la fois un « drame sobre », dans lequel les personnages sont placés dans une situation délicate, et une histoire imprégnée du « côté fantastique de la série » sans arriver à très bien mêler les deux.

## Distribution

### Acteurs crédités au générique
- David Boreanaz : Angel
- Charisma Carpenter : Cordelia Chase
- Alexis Denisof : Wesley Wyndam-Pryce
- J. August Richards : Charles Gunn
- Amy Acker : Winifred « Fred » Burkle

### Acteurs crédités en début d'épisode
- Julie Benz : Darla
- Andy Hallett : Lorne
- Jack Conley : Sahjhan
- Steve Tom : Stephen Mills
- Keith Szarabajka : Daniel Holtz